# إريك بورتر (مخرج)
اريك بورتر (بالإنجليزية: Eric Porter)‏ هو مخرج أسترالي، ولد في 1911 في سيدني في أستراليا، وتوفي بنفس المكان في 1983.

## وصلات خارجية
- أريك بوتر على موقع IMDb (الإنجليزية)
- أريك بوتر على موقع قاعدة بيانات الفيلم (الإنجليزية)
- أريك بوتر على موقع كينوبويسك (الروسية)